# Śmierć na kredyt
Śmierć na kredyt (Mort à crédit) – powieść Louis-Ferdinand Céline'a z 1936 roku. W 1937 roku ukazał się w Warszawie polski przekład Pesacha Starka (czyli Juliana Stryjkowskiego), dwukrotnie wznawiany (1992, 2004). W 2024 roku ukazał się nowy przekład Oskara Hedemanna.

## Tytuł
Céline uznał, że ludzie żyją gromadząc ból, zamęt i śmierć, którą życie pozwala nam wziąć na kredyt. Szukają szczęścia i sensu w skomplikowanym świecie i często ich nie znajdują.

## Fabuła
Ferdynand Bardamu, alter ego autora, znany już z Podróży do kresu nocy, jest lekarzem w Paryżu. Jego pacjenci to biedota, która go wykorzystuje, rzadko płacąc za jego usługi, podczas gdy on musi być na ich każde zawołanie. Akcja nie jest ciągła, ale cofa się do wcześniejszych wspomnień i często wkracza w rejon fantazji, zwłaszcza gdy chodzi o seksualne eskapady Ferdynanda. We wspomnieniach styl jest szorstki, zdania rozpadają się dla oddania atmosfery rojnego świata codziennych paryskich tragedii, wysiłków, by zarobić na życie, chorób, w tym wenerycznych, obrzydliwych historii rodzin, których losem rządzi ich własna głupota, złośliwość, żądze i chciwość.
W polskim przedwojennym wydaniu pierwsza część nazywała się "Dzieciństwo", druga "Mistrz Courtial". W pierwszej opisane jest dzieciństwo i młodość Ferdynanda, syna sklepikarzy, w Paryżu lat 1900–1910. Próbuje on różnych zawodów, ale do niczego się nie nadaje. Postęp techniczny skontrastowany jest z porażkami zwykłych ludzi niemogących się dopasować do nowego stulecia, zagrożonych zadłużeniem i nędzą. Druga część opisuje dwa lata spędzone przez narratora jako pracownika chimerycznego uczonego i wydawcy, marzyciela, trochę oszusta Rogera-Marina Courtiala des Péreiresa. Z uczonym i jego żoną bierze udział w eksperymencie na farmie w Pikardii, gdzie chcą zrewolucjonizować rolnictwo. Kończy się to klęską.